# Geosesarma malayanum
Geosesarma malayanum je druh kraba z nadčeledi Grapsoidea a čeledi Sesarmidae. Druh popsali v roce 1986 Peter Ng Kee Lin a R. P. Lim. Vyskytuje se v Malajsii. Je známý díky tomu, že vniká do láček masožravých rostlin rodu Nepenthes (například druh Nepenthes ampullaria) a vybírá z nich utopenou kořist, kterou následně rozdrtí svými klepety a pozře. Někdy se však sám stane kořistí láčkovky, utopení jedinci byli hlášeni například v Bruneji.